# Alexandertechniek
De alexandertechniek is een praktische (zelfhulp)methode die als doel heeft moeiteloos en vrij te kunnen (blijven) bewegen. De methode is voortgekomen uit de ervaringen van de Australische acteur Frederick Matthias Alexander (1869-1955), die eruit bestonden dat verkeerde bewegingspatronen de natuurlijke balans van het lichaam verstoren en (op den duur) tot uiteenlopende klachten kunnen leiden. Het gaat daarbij om onder meer nek- en rugklachten, vermoeidheid, concentratieverlies, ademhalingsklachten, burn-out en (sport)blessures. De alexandertechniek wordt soms vergeleken met de volgende methodes/therapieën: fysiotherapie, cesar, mensendieck, feldenkrais. Toch is de alexandertechniek geen therapie. In tegenstelling tot bijvoorbeeld de oefentherapieën cesar en mensendieck stelt de alexandertechniek dat oefenen niet leidt tot een structurele verbetering van ons algehele functioneren, en dat laatste is wel het beoogde doel van de techniek. Ingesleten gewoontepatronen worden eerder sterker door het doen van oefeningen dan dat ze afnemen. Toch is het niet zo dat het effect van oefeningen wordt ontkend, maar omdat de oorzaak niet wordt weggenomen is niet alleen de kans op verschuiving van de klachten zeer reëel maar ook verergering en/of terugval. De methode van de alexandertechniek is niet zozeer gericht op klachten -van het bewegingsapparaat of anderszins- als wel op de verbetering van het algeheel functioneren. Er is dan ook geen sprake van een behandeling.

## Achtergrond
F.M. Alexander was een Australische acteur en voordrachtkunstenaar. Tussen 1889 en 1891 ondervond Alexander stemproblemen die hem het reciteren belemmerde. Omdat artsen en stemtrainers geen remedie hadden ging hij zelf op zoek naar een oplossing. Door onderzoek met spiegels te doen ontdekte Alexander enkele oorzaken van zijn stemproblemen. Hij observeerde dat hij schadelijke bewegingspatronen in gang zette zodra hij wilde gaan reciteren. Deze ene reflex zette een aantal andere gewoonten in werking die hem belette om gezond te spreken. Naarmate zijn onderzoek vorderde zag Alexander meerdere patronen in zijn houding en reflexen die zijn lichamelijke en vocale functioneren verstoorde.
Alexander ontdekte dat zijn stemproblemen verminderden en uiteindelijk zelfs verdwenen zodra hij zijn oude gewoonten inhield (inhibeerde) door middel van een bewuste controle van zijn bewegingen. Hierdoor veranderde hij de manier waarop hij zichzelf (zijn lichaam, denken én bewustzijn/ervaring) gebruikte. Dit noemde Alexander zijn use of self. Op basis van deze ontdekking ontwikkelde Alexander de toepassingen en begrippen die nu onderdeel zijn van de alexandertechniek.

## Definitie
Het is lastig om een beknopte definitie van de alexandertechniek te formuleren. Michael J. Gelb stelt dat de beste definitie gegeven is door de voormalig directeur van Tufts University Institute for Psychological Research. Deze omschrijft de techniek als 'a means for changing stereotyped response patterns by the inhibition of certain postural sets'. Elders omschreef hij de alexandertechniek als 'a method for expanding consciousness to take in inhibition as well as excitation'. F.M. Alexander zelf omschreef de alexandertechniek als “Een middel waarmee verkeerd gebruik van het menselijk organisme verbeterd (hersteld) kan worden.”

## Methode en kernbegrippen
De alexandertechniek gaat uit van de methode die Alexander tijdens zijn leven heeft ontwikkeld. De Techniek kent enkele kernbegrippen die vaak worden gebruikt. Het is moeilijk om een adequate vertaling te vinden voor de begrippen die in de alexandertechniek worden gebruikt. Dit artikel maakt daarom gebruik van de bestaande Engelse termen, met slechts enkele uitzonderingen waar de vertaling gangbaar is.

### Constructive Conscious Control
De alexandertechniek gaat om het fysiek en psychisch bewust reageren op situaties. Voor wij onszelf en het gebruik van ons lichaam en onze geest kunnen veranderen moeten we eerst leren inhiberen. Dat wil zeggen dat wij ons niet laten leiden door fysieke en psychische gewoontepatronen. Aangeleerde gewoontepatronen leiden vaak tot schadelijk gebruik van onszelf. Om deze schade te herstellen en constructief gebruik te maken van onszelf is het nodig om bewust te reageren op stimuli van buitenaf. Door het toewerken naar constructive conscious control ligt een vergelijking van alexandertechniek met mindfulness voor de hand. Het begrip Constructive Conscious Control wordt door Alexander uitgebreid belicht in zijn boek Constructive Conscious Control of the Individual.

### Direction(s)
Het begrip Direction(s) wordt in de alexandertechniek op twee verschillende, maar elkaar overlappende manieren gebruikt:
- Directions zijn de mentale instructies die wij onszelf geven voordat we tot een bepaalde handeling overgaan
- Directions zijn de richtingen waarin wij onze spieren willen laten loslaten en verlengen middels de mentaal gegeven instructies.

### End-gaining
Het begrip end-gaining duidt op de mentale patronen van waaruit handelingen resultaatgericht worden verricht. Dit wordt in de alexandertechniek als onwenselijk beschouwd. Tegenover het handelen vanuit end-gaining staat het handelen vanuit de means whereby.

### Inhibitie
Inhibitie duidt in de alexandertechniek op het inhouden van een reactie (respons) op een impuls (stimulus). Alleen door het bewust worden van en inhouden van aangeleerde, schadelijke reacties kunnen mensen vrij leren handelen.

### Means whereby
De alexandertechniek beoogt een manier van bewegen die vrij is. Daarbij wordt principieel gefocust op hoe mensen bewegen; niet op het resultaat van beweging. Resultaatgericht handelen wordt gemakkelijk routineus en daarmee schadelijk. Handelen vanuit de means whereby betekent niet dat bewegingen doelloos dienen te worden, maar dat het resultaat ondergeschikt is aan de manier van bewegen.

### Primary Control
Het begrip Primary Control wordt door Alexander gebruikt om de primaire functie van de Hoofd-Nek relatie voor onze hele lichaamsdynamiek aan te geven. De beheersing van deze relatie is alleen mogelijk als het hoofd vrij kan balanceren op het atlanto-occipitale gewricht (de Atlas of het eerste gewricht van onze nekwervel vanaf boven gezien). Vaak wordt deze controle gehinderd door nekspierspanning.

### Psychophysical Unity
In de alexandertechniek worden lichaam en geest als een dynamische eenheid beschouwd, niet als losse elementen. Lichaam en geest beïnvloeden elkaar en daarom richt de techniek zich op zowel mentale als fysieke processen.

### Up
Met up wordt in de alexandertechniek een verlengende stroom bedoeld, die zich via de wervelkolom door ons lichaam beweegt. Deze stroom staat tegenover de verkortende en naar binnen trekkende stroom of neiging die als schadelijk wordt beschouwd. Een voorbeeld hiervan is het naar binnen trekken van de schouders en omlaag trekken van de kin. De up vertegenwoordigt een levendige, energieke stroom. De intrekkende beweging daarentegen een blokkerende stroom.

### Use
Use duidt in de alexandertechniek op de gewoonlijke, karakteristieke manier waarop iemand zich doorgaans beweegt en zijn/haar lichaam gebruikt. Onze use wordt beïnvloed door mentale en emotionele processen. Om onze use te veranderen dienen wij daarom ons denken en onze reacties op stimuli aan te passen middels constructive conscious control. Alexander heeft in het kader van onze use het begrip use of the self geïntroduceerd, waarmee hij doelde op het gebruik van onszelf als psychofysieke eenheid in al onze lichamelijke en mentale handelingen.

### Unreliable Sensory Awareness
Unreliable Sensory Awareness (USA), ook wel False Sensory Awareness en Faulty Sensory Appreciation (FSA) genoemd,  duidt op misleidende sensorische feedback over onze houding en use. In zijn onderzoek ontdekte Alexander dat hij op basis van sensorische gevoelens een zeer vertekend beeld kreeg van zijn houding als hij die veranderd had. Dit is een bekend verschijnsel bij leraren alexandertechniek en beoefenaars. De Unreliable Sensory Awareness zorgt ervoor dat mensen kunnen denken dat zij een rechte houding hebben terwijl die feitelijk schadelijk is. Omgekeerd kan het voorkomen dat mensen denken een vreemde houding te hebben terwijl een docent alexandertechniek ze net heeft geholpen hun natuurlijke houding te hervinden.

## Wetenschappelijk
Er is een onderzoek bekend naar het gebruik van alexandertechniek bij chronische lage rugklachten waarbij een positief effect werd geconstateerd. Voor de overige effecten is geen uitvoerig wetenschappelijk onderzoek bekend.
De alexandertechniek valt niet onder de paramedische behandelingen en ook niet onder de alternatieve geneeswijze. In het verleden hebben onder meer de Nederlandse ziektekostenverzekeraars Zilveren Kruis Achmea en VGZ een vergoeding vanuit de aanvullende verzekering verstrekt, mits de alexandertechniekleraar was aangesloten bij de NeVLAT (de beroepsvereniging voor alexandertechniekleraren).

## Invloed
F.M. Alexander heeft in zijn leven veel invloed gehad op John Dewey (hij schreef het voorwoord van Use of the Self en van Constructive Conscious Control of the Individual). Ook Aldous Huxley heeft lessen gehad van Alexander. De protagonist van Huxley's boek Eyeless in Gaza is op Alexander gebaseerd.

### Werken van F.M. Alexander
- Man's Supreme Inheritance (New York, 1918), dit is een gereviseerde en gecombineerde uitgave van Man’s Supreme Inheritance (Londen: Methuen, 1910), Addenda (1911) en Conscious Control (1912). Herdrukken van de 1918 editie verschenen in 1941, 1946, 1957, (Londen: Mouritz, 1996), herdrukt 2002. ISBN 9780952557401
- Constructive Conscious Control of the Individual (Minneapolis, MN: Centerline Press, 1923), gereviseerd 1946, (Londen: Mouritz, 2004) ISBN 9780954352264
- The Use of the Self (New York: E.P. Dutton, 1932), herdrukt door Orion Publishing 2001. ISBN 9780752843919
- The Universal Constant in Living (New York: E.P. Dutton, 1941), (Londen: Chaterson, 1942), latere edities 1943, 1946, Centerline Press (US, 1941, 1986), Mouritz (Londen, 2000) ISBN 9780952557449

### Secundaire literatuur
- Michael BLOCH, F.M.: The Life of Frederick Matthias Alexander: Founder of the Alexander Technique (Londen: Little, Brown Book Group, 2004) ISBN 9780316728645
- Frank Pierce JONES, Freedom to Change: Development and Science of the Alexander Technique (Londen: Mouritz, 1997) ISBN 9780952557470
- Michael J. GELB, Body Learning. Regain Your Natural Poise, An Introduction to the Alexander Technique (New York: Henry Holt & Co., 1995) ISBN 9780805042061
- Ron MURDOCK, Born to Sing. A Singer’s Journey Toward Mind-Body Unity (2015)
- Pedro de ALCANTARA, Indirect Procedures. A Musician’s Guide to the Alexander Technique (Oxford: Clarendon Press, 2009) ISBN 9780198165699
- Theodore DIMON jr., The Undivided Self. Alexander Technique and the Control of Stress (London: Souvenir Press, 1999) ISBN 9780285635272
- Jane Ruby HEINRICH, Voice and the Alexander Technique. Active Explorations for Singing and Speaking (Berkeley, CA: Mornum Time Press, 2005) ISBN 9780964435254

### Artikelen
- Alexandertechniek bij rugpijn, Nederlands Tijdschrift voor de Geneeskunde 2008;152:2039